# Raymond Schwartz
Raymond Schwartz (Metz, 8 aprile 1894 – Villepinte, 14 maggio 1973) è stato uno scrittore, esperantista, bancario e cabarettista francese.
Nacque a Metz, città della Lorena allora in mano alla Germania, in una famiglia di lingua francese. Ricevette un'ottima istruzione, e non solo parlava bene il francese ed il tedesco, ma imparò anche il latino ed il greco; molto presto divenne esperantista e cominciò a sognare ad un futuro di pace grazie all'esperanto. La prima guerra mondiale fu, per lui che fu soldato e dovette combattere sul fronte orientale, un'atroce disillusione. Dopo la guerra non rimase a Metz, nuovamente francese, ma si trasferì a Parigi, dove lavorò ed infine si pensionò come codirettore di un'importante banca.
Aveva in un certo senso una doppia identità: era infatti un uomo serio e competente nel proprio lavoro, ed allo stesso tempo recitava nei cabaret esperantisti, dove lui stesso creava molte scenette, al punto che molti esperantisti che lo conoscevano solo superficialmente, lo immaginavano un allegro beone.

## Umorismo
Le sue scenette ed i suoi libri sono molto piacevoli e spiritosi, ma non sempre molto perbenisti. Estratto da «Duoncento da fraŭlinoj» (Mezzo centinaio di nubili) in Kun siaspeca spico (Con una spezia sui generis):
(Mezzo centinaio di nubili, da "Kun siaspeza spico", Raymond Schwart)

## Opere
- Verdkata Testamento ("Testamento da gatto verde", 1926)  (raccolta di poesie)
- Prozo ridetanta ("Prosa sorridente", 1928)
- Anni kaj Montmartre ( "Anni e Montmartre", 1930)  (romanzo)
- La Stranga Butiko ("Lo strano negozio", 1931)  (raccolta di poesie)
- La ĝoja podio ("Il palco gioioso", 1949)
- Kiel akvo de l' rivero ("Come l'acqua del fiume", 1963) (romanzo)
- Ne kiel Meier! ("Non come Meier!", 1964)
- ... kun siaspeca spico! ("... con una spezia sui generis!" 1971)
- Vole ... Novele ("Volutamente... in forma di novelle", 1971)  (raccolta di novelle)

## Film
Partecipò al film Angoroj, il primo realizzato in esperanto, fatto dal suo amico Jacques Mahé.